# Les Bonnes Causes
Les Bonnes Causes is een Frans-Italiaanse film van Christian-Jaque die werd uitgebracht in 1963.
Het scenario is gebaseerd op de gelijknamige roman (1960) van Jean Laborde. 

## Verhaal
Paul Dupré is een rijke industrieel met hartproblemen die door Gina, zijn toegewijde privéverpleegster, dagelijks wordt verzorgd. Op een dag verwisselt de vrouw van Dupré doelbewust een ampul met als gevolg dat Dupré overlijdt. Catherine kan een beroep doen op de beroemde oudere advocaat Charles Cassidi om de schuld bij Gina te leggen. Sinds kort is Cassidi ook de minnaar van Catherine. Meester Philliet, een advocaat wiens carrière nog moet beginnen, neemt de verdediging van Gina op zich.
Onderzoeksrechter Albert Gaudet voelt dat er te veel tegenstrijdigheden en toevalligheden steken in de verklaringen van Catherine. Bovendien vindt hij de verstandhouding tussen Catherine en meester Cassidi vreemd. Hij komt te weten dat de twee een verhouding hebben. Hij ontdekt eveneens dat Cassidi meerdere artikels over de perfecte misdaad heeft geschreven, wat hem nog meer verontrust.  

## Rolverdeling
| Acteur                  | Personage                       |
| ----------------------- | ------------------------------- |
| Pierre Brasseur         | meester Charles Cassidi         |
| Marina Vlady            | Catherine Dupré                 |
| Bourvil                 | onderzoeksrechter Albert Gaudet |
| Virna Lisi              | Gina Bianchi                    |
| Umberto Orsini          | meester Philliet                |
| Jacques Mauclair        | Georges Boisset                 |
| Hubert Deschamps        | dokter Mermet                   |
| Jacques Monod           | procureur Magnin                |
| Robert Vidalin          | de voorzitter van de rechtbank  |
| Marcel Cuvelier         | Morin                           |
| Gilbert Gil             | Garat, de gerechtsverslaggever  |
| José Luis de Vilallonga | Paul Dupré                      |